# 배민희 (배우)
배민희(1979년 5월 9일 ~ )는 대한민국의 배우이다.

## 생애
1997년 KBS 한국방송공사 19기 슈퍼 탤런트로 정식 데뷔하였고 2000년 연극배우로 데뷔하였으며 2012년 영화 《화차》에 단역 출연하였다.
신장은 168cm이고 체중은 46kg이며 음악감상에 취미가 있고 수영에 특기가 있다.

## 학력
- 경기여자고등학교 졸업
- 중앙대학교 연극학과 학사
- 중앙대학교 예술대학원 예술학 석사

## 출연작

### 드라마
| 연도            | 방송사 | 제목                                          | 역할          | 비고  |
| --------------- | ------ | --------------------------------------------- | ------------- | ----- |
| 1997년          | KBS1   | 대추나무 사랑걸렸네                           |               |       |
| 1998년          | KBS1   | TV소설 은아의 뜰                              | 옥단심        |       |
| 1998년          | KBS2   | 킬리만자로의 표범                             |               |       |
| 1998년          | MBC    | 내일을 향해 쏴라                              | 경리실 직원   |       |
| 1998년          | MBC    | 남자 셋 여자 셋                               |               |       |
| 2000년          | SBS    | 왕룽의 대지                                   | 명숙          |       |
| 2000년          | KBS1   | TV소설 민들레                                 | 이명신        |       |
| 2001년          | SBS    | 화려한 시절                                   | 나수지        |       |
| 2002년          | KBS1   | 당신 옆이 좋아                                | 한강희        |       |
| 2003년          | EBS    | TV로 보는 원작동화 - 아빠에게 여자가 생겼어요 | 이예진        |       |
| 2004년          | EBS    | 깡순이                                        | 실장          |       |
| 2004년          | SBS    | 토지                                          | 삼월이        |       |
| 2004년          | KBS2   | 용서                                          | 김애라        |       |
| 2008년          | KBS2   | 드라마 시티 "돈꽃"                            |               |       |
| 2008년          | OCN    | 과거를 묻지 마세요                            |               |       |
| 2009년          | KBS2   | 결혼 못하는 남자                              | 조윤희        |       |
| 2009년          | SBS    | 망설이지마                                    | 오선아        |       |
| 2011년 ~ 2012년 | OCN    | 특수사건 전담반 TEN                           | 민채원의 엄마 |       |
| 2012년          | SBS    | 유령                                          | 이혜람        |       |
| 2012년          | SBS    | 대풍수                                        | 노국대장공주  |       |
| 2014년          | SBS    | 시월의 어느 멋진 날에                         | 이종은        |       |
| 2014년          | SBS    | 끝없는 사랑                                   | 장재희        |       |
| 2018년          | SBS    | 스위치 - 세상을 바꿔라                        | 진경희        |       |
| 2025년          | ENA    | 아이쇼핑                                      | 임경미        | 8부작 |

### 영화
| 연도   | 제목 | 역할      | 비교 |
| ------ | ---- | --------- | ---- |
| 2012년 | 화차 | 호두 엄마 |      |

### 라디오
| 연도   | 종류            | 방송사 | 제목                           | 역할        | 비교 |
| ------ | --------------- | ------ | ------------------------------ | ----------- | ---- |
| 2015년 | 라디오 소설극장 | EBS    | EBS 책 읽는 라디오 낭독 시리즈 | 메인 낭독자 |      |